# Cándido Muatetema Rivas
Cándido Muatetema Rivas (Batete, 20 de febrero de 1960-Berlín, 16 de junio de 2014) fue un político ecuatoguineano, primer ministro de su país entre 2001 y 2004. Fue designado el 4 de marzo de 2001, sucediendo a Ángel Serafín Seriche Dougan, y retirado del cargo el 14 de julio de 2004, cuando el presidente Teodoro Obiang designó el Gobierno de Miguel Abia Biteo Boricó, cuya estructura abarcó un gabinete de 50 ministerios, como ningún otro Gobierno del mundo en tiempos modernos. En 2005 fue designado embajador político de su país en Alemania.

## Biografía
Fue tesorero general del Estado desde noviembre de 1991 hasta agosto de 1993 y sirvió en el Gobierno como secretario de Estado para la Juventud y el Deporte de diciembre de 1993 a enero de 1996. También fue cofundador de la sección juvenil del Partido Democrático de Guinea Ecuatorial (PDGE) y fue coordinador general de la sección de jóvenes de 1993 a 1995. Más tarde se convirtió en secretario general adjunto del PDGE.
De junio de 1996 a febrero de 2001, fue segundo secretario de la Cámara de los Representantes del Pueblo. También fue miembro de la Comisión Interparlamentaria de la CEMAC y vicepresidente de su Subcomisión de Asuntos Económicos de abril de 2000 a febrero de 2001.
Rivas fue nombrado primer ministro por el presidente Teodoro Obiang Nguema el 26 de febrero de 2001, sucediendo a Ángel Serafín Seriche Dougan. Su Gobierno fue juramentado el 27 de febrero, y el presidente Obiang enfatizó en esta ocasión que necesitaba mostrar unidad y «cohesión».
Rivas y su Gobierno dimitieron el 11 de junio de 2004, y Obiang nombró a Miguel Abia Biteo Boricó para sucederle el 14 de junio. 
Fue nombrado embajador de Guinea Ecuatorial en Alemania en 2005, un cargo que mantuvo hasta su muerte en 2014.
Cándido Muatetema Rivas murió en Berlín (Alemania), el 16 de junio de 2014, a la edad de 54 años.
| Predecesor: Ángel Serafín Seriche Dougan | Primer ministro de Guinea Ecuatorial marzo de 2001-junio de 2004 | Sucesor: Miguel Abia Biteo Boricó |